# Marina Ripa di Meana
Marina Ripa di Meana, nascida Maria Elide Punturieri e anteriormente conhecida como Marina Lante della Rovere (Reggio Calabria, 21 de outubro de 1941 – Roma, 4 de janeiro de 2018) é uma escritora, atriz, diretora, estilista, ativista e personalidade televisiva italiana.

## Biografia
Ripa di Meana nasceu e foi criada na cidade de Reggio Calabria, no sul da Itália. Ao completar seus estudos, abriu um atelier de alta costura na Piazza di Spagna, em Roma, em parceria com sua amiga Paola Ruffo di Calabria. A loja foi frequentada por diversas mulheres influentes da alta sociedade, e a partir disso se tornou envolvida com figuras políticas, diplomáticas, artísticas e midiáticas.
A partir da década de 1970, começou a aparecer na televisão como comentarista e membro em debates sobre política, meio ambiente e defesa dos animais. Em 1979, fez uma aparição em um filme, Assassinio sul Tevere, dirigido por Bruno Corbucci, após o qual recusou continuar atuando, pois disse não gostar de ser comandada. No entanto, dirigiu um longa-metragem, Cattive ragazze, estrelado por Eva Grimaldi, em 1992 The film attracted some controversy as it had received public funds, allegedly through personal friendships. O filme atraiu alguma controvérsia, pois recebeu fundos públicos, alegadamente através de amizades pessoais. Em 2009, Ripa di Meana participou de um reality show, The Farm, e interpretou a si mesma em um episódio da série de televisão I Cesaroni.
Ripa di Meana escreveu 14 livros sobre sua vida, dos quais ficou mais conhecida pelas duas primeiras autobiografias, I miei primi quarant'anni (1984) e La più bella del reame (1988), que se tornaram bestsellers e derivaram dois filmes de sucesso de mesmo nome, ambos estrelados por Carol Alt. Seus últimos livros também foram autobiografias: Invecchierò Ma Con Calma (2012) e Colazione al Grand Hotel (2016). Em 1990, ela lançou a revista mensal Elite, publicada pela Newton Compton Editori, e foi sua editora por dois anos.
Ela também era conhecida por sua posição sobre a crueldade com os animais e ambientalismo. Desde 1990, ela participou de várias campanhas contra o assassinato de focas, o uso de peles na moda, touradas na Espanha e experiências nucleares francesas no atol de Moruroa. Em 1995, ela se tornou embaixadora da IFAW (International Fund for Animal Welfare) na Itália. Ela posou nua para uma campanha anti-peles da IFAW, mostrando pêlos púbicos com a legenda "O único pêlo que não tenho vergonha de usar". Em 2008, ela participou de uma campanha contra o fechamento do Hospital San Giacomo, em Roma.
Após lutar 16 anos contra um câncer, morreu em sua casa, em Roma, no dia 5 de janeiro de 2018, aos 76 anos de idade.